# Де Врис, Ник
Ник де Врис (де Вриз, нидерл. Nyck de Vries; род. 6 февраля 1995 года, Снек, Юго-Западная Фрисландия, Фрисландия, Нидерланды) — нидерландский автогонщик, чемпион Формулы-2, чемпион мира Формулы-E в сезоне 2020/2021. В сезоне 2023 года был гонщиком команды AlphaTauri в чемпионате мира Формулы-1, прежде чем был заменён, после того, как не набрал ни одного очка в своих первых десяти гонках.

## Карьера

### Картинг
В 2010 и в 2011 году выиграл чемпионат мира по картингу.

### Формула-Рено
Де Врис дебютировал в формульных чемпионатах в сезоне 2012 года, приняв участие в Еврокубке Формулы-Рено 2.0 и в Североевропейском кубке Формулы-Рено 2.0, где занял пятое и 11-е место соответственно. В сезонах 2013—2014 годов де Врис продолжил выступление в Еврокубке Формулы-Рено 2.0, а также принял участие в Альпийской Формуле-Рено 2.0. В сезоне 2014 года стал чемпионом в обеих сериях. В сезоне 2015 года де Врис перешёл в Формулу-Рено 3.5, где одержал одну победу и занял третье место.

### GP3
В сезоне 2016 года де Врис перешёл в серию GP3, где выступал в составе команды ART Grand Prix. За сезон одержал две победы и занял шестое место.

### Формула-2
В сезоне 2017 года де Врис дебютировал в Формуле-2 в команде Rapax. Первую победу одержал в спринтерской гонке на этапе в Монако. Перед этапом в Спа-Франкоршам поменялся местами с Луи Делетразом, перейдя в команду Racing Engineering. Сезон закончил на седьмом месте в личном зачёте.
В сезоне 2018 года де Врис перешёл в команду Prema. За сезон одержал три победы, один раз стартовал с поул-позиции и занял четвёртое место.
В сезоне 2019 года перешёл в команду ART Grang Prix. Де Врис одержал четыре победы, пять раз выиграл квалификацию и завоевал титул досрочно за три гонки до конца сезона, после победы в субботней гонке в Сочи.

### Формула-E
В сентябре 2019 года команда Формулы-E Mercedes-EQ Formula E Team объявила, что в сезоне 2019/2020 за неё будут выступать Ник де Врис и Стоффель Вандорн. В шестой гонке Гонка Формулы-Е в Берлине 2020 года впервые финишировал на подиуме, позади победителя Вандорна, таким образом гонщики принесли команде Mercedes первый дубль. По итогам сезоне де Врис занял 11-е место.
На сезон 2020/2021 Mercedes сохранила прежний состав. Де Врис выиграл первую квалификацию сезона в Диръие, а после одержал победу в гонке. Перед второй гонкой не участвовал в квалификации, так как команды Mercedes и Venturi, использовавшая силовые установки Mercedes, были отстранены от участия после аварии Эдоардо Мортары. В гонке занял девятое место после штрафов соперников. На этапе в Риме в обеих гонках не набрал очков — в первой гонке столкнулся с напарником, а во второй с Сэмом Бёрдом. На следующем этапе в Валенсии победил в первой скандальной гонке, где большая часть команд ошиблась с расчётом энергии. На этапе в Лондоне в обеих гонках де Врис боролся за победу, и в обеих финишировал на вторых местах и после этапа он вышел на первое место в чемпионате. В первой гонке еПри Берлина не набрал очков, однако сумел сохранить лидерство в чемпионате, однако сразу шесть пилотов находились в десяти очках позади него. Перед последней гонкой сезона квалифицировался на 13-й позиции, позади основных соперников за титул. Судьба титула решилась в начале гонки, где на старте столкнулись Митч Эванс и Эдоардо Мортара, а вскоре после рестарта в аварию попал Джейк Деннис. Де Врис в гонке финишировал восьмым и стал первым чемпионом мира Формулы-E.
В сезоне 2021/2022 продолжил выступать за Mercedes, выиграл первую гонку сезона в Диръие после ошибки Вандорна, во второй стартовал с поула, но после нескольких контактов с соперниками в течение гонки финишировал лишь десятым. Вторую победу в сезоне одержал во второй гонке еПри Берлина, где на старте отыграл две позиции и захватил лидерство в гонке. По итогам сезона одержал две победы и занял девятое место.

### Гонки на выносливость
В сезоне 2018 года дебютировал в чемпионате мира по автогонкам на выносливость, приняв участие в 6 часах Сильверстоуна в классе LMP2 в составе команды Racing Team Nederland. В сезоне 2019 года также участвовал в 24 часах Ле-Мана. В гонке 6 часов Фудзи 2019 года стал победителем в классе LMP2. В сезонах 2020—2021 годов участвует в Европейской серии Ле-Ман в составе российской команды G-Drive Racing. В сезоне 2021 года вместе с G-Drive Racing участвовал в 24 часах Ле-Мана в экипаже с Романом Русиновым и Франко Колапинто занял 12-е место в абсолютном зачёте и седьмое в классе LMP2. В сезоне 2022 года участвовал в 24 часах Ле-Мана в составе команды TDS Racing x Vaillante в экипаже с Тейменом ван дер Хелмом и Матиасом Бешем, где заменял отстранённого после множества аварий в сессиях свободных заездов Филиппа Чимадомо. Так как Чимадомо обладал бронзовым статусом, а де Врис — платиновым, то экипаж был повышен в классификации LMP2 с Pro-Am до Pro. Экипаж занял восьмое место в абсолютном зачёте и четвёртое в классе LMP2.

### Формула-1
С 2010 по 2019 год был участником молодёжной программы команды McLaren.
В декабре 2020 года де Врис принял участие в молодёжных тестах Формулы-1 в Абу-Даби в составе команды Mercedes.
В сезоне 2021 года вместе с напарником по команде в Формуле-E Стоффелем Вандорном стал резервным пилотом команды Формулы-1 Mercedes.
На Гран-при Испании 2022 года в составе команды Williams принял участие в первой сессии свободных заездов, заменив Александра Албона. Глава отдела разработки команды Williams Дэйв Робсон высоко оценил работу де Вриса по итогам этой сессии, сказав, что «у него есть всё необходимое, чтобы выйти на топ-уровень» и что тот «заслуживает места в Формуле-1». На Гран-при Франции 2022 года принял участие в первой сессии свободных заездов в составе Mercedes, заменив Льюиса Хэмилтона. На Гран-при Италии 2022 года сначала принял участие в первой сессии свободных заездов в составе Aston Martin, заменив Себастьяна Феттеля, а затем, начиная с третьей сессии свободных заездов, заменил пилота Williams Албона, госпитализированного с аппендицитом. По результатам гонки занял 9-е место и привёз команде Williams 2 очка, обыграв напарника по команде, Николаса Латифи, которому удалось занять только 15-е место. За такой результат получил высокую оценку от руководителя команды Williams Йоста Капито.
В октябре 2022 года стало известно, что Ник де Врис в сезоне 2023 года станет основным гонщиком команды Альфа Таури, заменив Пьера Гасли. Повторить успех показанный в Монце не удалось — за десять гонок лишь единожды удалось финишировать 12-м, тогда как его напарник Цунода дважды попал в очки и вообще в большинстве случаев финишировал выше. После Гран-при Великобритании де Врис был уволен из команды и заменён на Даниэля Риккардо.

## Результаты выступлений

### Общая статистика
| Сезон   | Серия                       | Команда                                | Гонки           | Победы          | Поулы           | Л. круги        | Подиумы         | Очки            | Место           |
| ------- | --------------------------- | -------------------------------------- | --------------- | --------------- | --------------- | --------------- | --------------- | --------------- | --------------- |
| 2012    | Еврокубок Формулы-Рено 2.0  | R-ace GP                               | 14              | 0               | 0               | 1               | 2               | 78              | 5               |
| 2012    | Формула-Рено 2.0 СЕК        | R-ace GP                               | 11              | 1               | 1               | 2               | 4               | 166             | 10              |
| 2013    | Еврокубок Формулы-Рено 2.0  | Koiranen GP                            | 14              | 2               | 1               | 2               | 5               | 113             | 5               |
| 2013    | Альпийская Формула-Рено 2.0 | Koiranen GP                            | 6               | 0               | 0               | 0               | 2               | 68              | 8               |
| 2014    | Еврокубок Формулы-Рено 2.0  | Koiranen GP                            | 14              | 5               | 6               | 5               | 10              | 254             | 1               |
| 2014    | Альпийская Формула-Рено 2.0 | Koiranen GP                            | 14              | 9               | 9               | 10              | 12              | 300             | 1               |
| 2015    | Формула-Рено 3.5            | DAMS                                   | 17              | 1               | 1               | 1               | 6               | 160             | 3               |
| 2016    | GP3                         | ART Grand Prix                         | 18              | 2               | 1               | 1               | 5               | 133             | 6               |
| 2017    | ФИА Формула-2               | Rapax                                  | 13              | 1               | 0               | 0               | 4               | 114             | 7               |
| 2017    | ФИА Формула-2               | Racing Engineering                     | 8               | 0               | 0               | 2               | 1               | 114             | 7               |
| 2018    | ФИА Формула-2               | Pertamina Prema Theodore Racing        | 24              | 3               | 2               | 6               | 6               | 202             | 4               |
| 2018—19 | FIA WEC — LMP2              | Racing Team Nederland                  | 6               | 0               | 0               | 2               | 0               | 64              | 9               |
| 2019    | ФИА Формула-2               | ART Grand Prix                         | 22              | 4               | 5               | 3               | 12              | 266             | 1               |
| 2019    | 24 часа Ле-Мана — LMP2      | Racing Team Nederland                  | 1               | 0               | 0               | 0               | 0               | Н/Д             | 15              |
| 2019—20 | Формула-Е                   | Mercedes-EQ Formula E Team             | 11              | 0               | 0               | 0               | 1               | 60              | 11              |
| 2019—20 | FIA WEC — LMP2              | Racing Team Nederland                  | 6               | 1               | 0               | 2               | 2               | 99              | 10              |
| 2020    | Европейская серия Ле-Ман    | G-Drive Racing                         | 3               | 1               | 0               | 1               | 2               | 43              | 5               |
| 2020    | 24 часа Ле-Мана — LMP2      | Racing Team Nederland                  | 1               | 0               | 0               | 0               | 0               | Н/Д             | 5               |
| 2020—21 | Формула-E                   | Mercedes-EQ Formula E Team             | 15              | 2               | 1               | 2               | 4               | 99              | 1               |
| 2021    | Европейская серия Ле-Ман    | G-Drive Racing                         | 5               | 1               | 2               | 1               | 2               | 67              | 5               |
| 2021    | 24 часа Ле-Мана — LMP2      | G-Drive Racing                         | 1               | 0               | 0               | 0               | 0               | Н/Д             | 7               |
| 2021    | FIA WEC — LMP2              | G-Drive Racing                         | 2               | 0               | 0               | 0               | 0               | 0               | НКЛ†            |
| 2021    | FIA WEC — LMP2              | Racing Team Nederland                  | 1               | 0               | 0               | 0               | 1               | 15              | 19              |
| 2021    | Формула-1                   | Mercedes AMG Petronas Formula One Team | Резервный пилот | Резервный пилот | Резервный пилот | Резервный пилот | Резервный пилот | Резервный пилот | Резервный пилот |
| 2021    | Формула-1                   | McLaren F1 Team                        | Резервный пилот | Резервный пилот | Резервный пилот | Резервный пилот | Резервный пилот | Резервный пилот | Резервный пилот |
| 2021—22 | Формула-E                   | Mercedes-EQ Formula E Team             | 16              | 2               | 1               | 1               | 3               | 106             | 9               |
| 2022    | Формула-1                   | Mercedes AMG Petronas Formula One Team | Резервный пилот | Резервный пилот | Резервный пилот | Резервный пилот | Резервный пилот | Резервный пилот | Резервный пилот |
| 2022    | Формула-1                   | McLaren F1 Team                        | Резервный пилот | Резервный пилот | Резервный пилот | Резервный пилот | Резервный пилот | Резервный пилот | Резервный пилот |
| 2022    | Формула-1                   | Williams Racing                        | Третий пилот    | Третий пилот    | Третий пилот    | Третий пилот    | Третий пилот    | Третий пилот    | Третий пилот    |
| 2022    | Формула-1                   | Williams Racing                        | 1               | 0               | 0               | 0               | 0               | 2               | 21              |
| 2022    | 24 часа Ле-Мана — LMP2      | TDS Racing x Vaillante                 | 1               | 0               | 0               | 0               | 0               | Н/Д             | 4               |
| 2023    | Формула-1                   | Scuderia AlphaTauri                    | 10              | 0               | 0               | 0               | 0               | 0               | 22              |

† Поскольку де Врис был приглашённым гонщиком, он не имел права на получение очков в чемпионате.

### Формула-Рено 3.5
| Сезон | Команда | 1       | 2     | 3        | 4       | 5     | 6        | 7       | 8       | 9       | 10      | 11         | 12      | 13      | 14      | 15       | 16      | 17      | Место | Очки |
| ----- | ------- | ------- | ----- | -------- | ------- | ----- | -------- | ------- | ------- | ------- | ------- | ---------- | ------- | ------- | ------- | -------- | ------- | ------- | ----- | ---- |
| 2015  | DAMS    | АЛК 1 7 | АЛК 2 | МОН 1 11 | СПА 1 9 | СПА 2 | ХУН 1 11 | ХУН 2 9 | РБР 1 3 | РБР 2 5 | СИЛ 1 4 | СИЛ 2 Сход | НЮР 1 2 | НЮР 2 3 | БУГ 1 7 | БУГ 2 10 | ХЕР 1 4 | ХЕР 2 1 | 3     | 160  |

### GP3
| Сезон | Команда        | 1         | 2         | 3         | 4         | 5         | 6         | 7          | 8          | 9         | 10        | 11        | 12        | 13        | 14        | 15         | 16        | 17        | 18         | Место | Очки |
| ----- | -------------- | --------- | --------- | --------- | --------- | --------- | --------- | ---------- | ---------- | --------- | --------- | --------- | --------- | --------- | --------- | ---------- | --------- | --------- | ---------- | ----- | ---- |
| 2016  | ART Grand Prix | КАТ ГОН 9 | КАТ СПР 5 | РБР ГОН 3 | РБР СПР 4 | СИЛ ГОН 5 | СИЛ СПР 8 | ХУН ГОН 20 | ХУН СПР 13 | ХОК ГОН 2 | ХОК СПР 8 | СПА ГОН 3 | СПА СПР 8 | МНЦ ГОН 7 | МНЦ СПР 1 | СЕП ГОН 13 | СЕП СПР 6 | ЯСМ ГОН 1 | ЯСМ СПР 11 | 6     | 133  |

### Формула-2
| Сезон | Команда                         | 1          | 2         | 3            | 4            | 5         | 6            | 7            | 8            | 9          | 10          | 11           | 12         | 13        | 14        | 15        | 16        | 17         | 18         | 19         | 20         | 21        | 22        | 23         | 24         | Место | Очки |
| ----- | ------------------------------- | ---------- | --------- | ------------ | ------------ | --------- | ------------ | ------------ | ------------ | ---------- | ----------- | ------------ | ---------- | --------- | --------- | --------- | --------- | ---------- | ---------- | ---------- | ---------- | --------- | --------- | ---------- | ---------- | ----- | ---- |
| 2017  | Rapax                           | БАХ ГОН 10 | БАХ СПР 6 | КАТ ГОН 10   | КАТ СПР Сход | МОН ГОН 7 | МОН СПР 1    | БАК ГОН 2    | БАК СПР Сход | РБР ГОН 13 | РБР СПР 16† | СИЛ ГОН НС   | СИЛ СПР 7  | ХУН ГОН 3 | ХУН СПР 3 |           |           |            |            |            |            |           |           |            |            | 7     | 114  |
| 2017  | Racing Engineering              |            |           |              |              |           |              |              |              |            |             |              |            |           |           | СПА ГОН 5 | СПА СПР 2 | МНЦ ГОН 18 | МНЦ СПР 12 | ХЕР ГОН 13 | ХЕР СПР 6  | ЯСМ ГОН 4 | ЯСМ СПР 9 |            |            | 7     | 114  |
| 2018  | Pertamina Prema Theodore Racing | БАХ ГОН 6  | БАХ СПР 5 | БАК ГОН Сход | БАК СПР 2    | КАТ ГОН 2 | КАТ СПР Сход | МОН ГОН Сход | МОН СПР 9    | ЛЕК ГОН 5  | ЛЕК СПР 1   | РБР ГОН Сход | РБР СПР 14 | СИЛ ГОН 7 | СИЛ СПР 6 | ХУН ГОН 1 | ХУН СПР 7 | СПА ГОН 1  | СПА СПР 4  | МНЦ ГОН 9  | МНЦ СПР 17 | СОЧ ГОН 3 | СОЧ СПР 4 | ЯСМ ГОН 4  | ЯСМ СПР 5  | 4     | 202  |
| 2019  | ART Grand Prix                  | БАХ ГОН 6  | БАХ СПР 7 | БАК ГОН 2    | БАК СПР 4    | КАТ ГОН 5 | КАТ СПР 1    | МОН ГОН 1    | МОН СПР 7    | ЛЕК ГОН 1  | ЛЕК СПР 10  | РБР ГОН 3    | РБР СПР 3  | СИЛ ГОН 6 | СИЛ СПР 3 | ХУН ГОН 2 | ХУН СПР 6 | СПА ГОН О  | СПА СПР О  | МНЦ ГОН 3  | МНЦ СПР 3  | СОЧ ГОН 1 | СОЧ СПР 2 | ЯСМ ГОН 13 | ЯСМ СПР 13 | 1     | 266  |

† Пилот не финишировал в гонке, но был классифицирован как завершивший более 90 % её дистанции.

### Формула-Е
| Сезон   | Команда                    | Машина         | 1     | 2      | 3        | 4        | 5      | 6      | 7        | 8      | 9        | 10     | 11     | 12    | 13    | 14     | 15       | 16       | Место | Очки |
| ------- | -------------------------- | -------------- | ----- | ------ | -------- | -------- | ------ | ------ | -------- | ------ | -------- | ------ | ------ | ----- | ----- | ------ | -------- | -------- | ----- | ---- |
| 2019—20 | Mercedes-EQ Formula E Team | Spark-Mercedes | ДИР 6 | ДИР 16 | САН 5    | МЕХ Сход | МАР 11 | БЕР 4  | БЕР Сход | БЕР 18 | БЕР 4    | БЕР 14 | БЕР 2  |       |       |        |          |          | 11    | 60   |
| 2020—21 | Mercedes-EQ Formula E Team | Spark-Mercedes | ДИР 1 | ДИР 9  | РИМ Сход | РИМ Сход | ВАЛ 1  | ВАЛ 16 | МОН Сход | ПУЭ 9  | ПУЭ Сход | НЬЮ 13 | НЬЮ 18 | ЛОН 2 | ЛОН 2 | БЕР 22 | БЕР 8    |          | 1     | 99   |
| 2021—22 | Mercedes-EQ Formula E Team | Spark-Mercedes | ДИР 1 | ДИР 10 | МЕХ 6    | РИМ Сход | РИМ 14 | МОН 10 | БЕР 10   | БЕР 1  | ДЖА Сход | МАР 6  | НЬЮ 8  | НЬЮ 7 | ЛОН 6 | ЛОН 3  | СЕУ Сход | СЕУ Сход | 8     | 106  |

### FIA WEC
| Сезон   | Команда               | Класс | Шасси        | Двигатель             | 1        | 2     | 3     | 4     | 5     | 6     | 7     | 8     | Место | Очки |
| ------- | --------------------- | ----- | ------------ | --------------------- | -------- | ----- | ----- | ----- | ----- | ----- | ----- | ----- | ----- | ---- |
| 2018—19 | Racing Team Nederland | LMP2  | Dallara P217 | Gibson GK428 4.2 L V8 | СПА      | ЛМН   | СИЛ 5 | ФУД 7 | ШНХ 5 | СЕБ 5 | СПА 5 | ЛМН 5 | 9     | 64   |
| 2019—20 | Racing Team Nederland | LMP2  | Oreca 07     | Gibson GK428 4.2 L V8 | СИЛ      | ФУД 1 | ШНХ 5 | САХ 5 | ОСТ 5 | СПА   | ЛМН 6 | САХ 3 | 10    | 99   |
| 2021    | G-Drive Racing        | LMP2  | Aurus 01     | Gibson GK428 4.2 L V8 | СПА Сход | АЛГ   |       | ЛМН 7 | САХ1  | САХ2  |       |       | НКЛ†  | 0†   |
| 2021    | Racing Team Nederland | LMP2  | Oreca 07     | Gibson GK428 4.2 L V8 |          |       | МОН 3 |       |       |       |       |       | 19    | 15   |

† Поскольку де Врис был приглашённым гонщиком, он не имел права на получение очков в чемпионате.

### 24 часа Ле-Мана
| Год  | Команда                | Напарники                       | Автомобиль          | Класс | Круги | ОП | КП |
| ---- | ---------------------- | ------------------------------- | ------------------- | ----- | ----- | -- | -- |
| 2019 | Racing Team Nederland  | Гидо ван дер Гарде Фриц ван Эрд | Dallara P217-Gibson | LMP2  | 340   | 26 | 15 |
| 2020 | Racing Team Nederland  | Гидо ван дер Гарде Фриц ван Эрд | Oreca 07-Gibson     | LMP2  | 349   | 19 | 15 |
| 2021 | G-Drive Racing         | Роман Русинов Франко Колапинто  | Aurus 01-Gibson     | LMP2  | 358   | 12 | 7  |
| 2022 | TDS Racing x Vaillante | Матиас Беш Теймен ван дер Хелм  | Oreca 07-Gibson     | LMP2  | 368   | 8  | 4  |

### Формула-1
| Легенда к таблице |                                                                    |
| --- | ------------------------------------------------------------------ |
| В таблице перечислены результаты всех Гран-при Формулы-1, в которых принимал участие гонщик. Строками таблицы являются сезоны, столбцами — этапы чемпионата мира. В каждой клетке указаны сокращённое название этапа и результат, дополнительно обозначенный цветом. Расшифровка обозначений и цветов представлена в нижеследующей таблице. |                                                                    |
| \| Пример \| Описание \| \| ------------ \| ------------------------------------------------------------------ \| \| 1 \| Победитель \| \| 2 \| Второе место \| \| 3 \| Третье место \| \| 5 \| Финишировал, заработав очки \| \| Сход \| Не финишировал, но при этом заработал очки \| \| 12 \| Финишировал, не получив очков \| \| НКЛ \| Финишировал, но не попал в финальную классификацию \| \| 15 \| Участвовал вне зачёта, либо по отдельной классификации \| \| 18 \| Не финишировал, но попал в финальную классификацию \| \| Сход \| Не финишировал \| \| НКВ \| Не прошёл квалификацию \| \| НПКВ \| Не прошёл предквалификацию \| \| ДСК \| Дисквалифицирован \| \| ИСК \| Исключён из протокола соревнований \| \| ТТ \| Заявлен для участия только в тренировках \| \| НС \| Участвовал в квалификации, но не стартовал в гонке \| \| Т \| Травмирован или болен \| \| ОТК \| Отказ от участия \| \| НТР \| Прибыл на соревнования, но на трассу не выезжал \| \| НПР \| Был заявлен в числе участников, но не прибыл к началу соревнований \| \| О \| Соревнования отменены \| \| \| Не участвовал \| \| Поул-позиция \| \| \| Быстрый круг \| \| |                                                                    |
| Пример | Описание                                                           |
| 1 | Победитель                                                         |
| 2 | Второе место                                                       |
| 3 | Третье место                                                       |
| 5 | Финишировал, заработав очки                                        |
| Сход | Не финишировал, но при этом заработал очки                         |
| 12 | Финишировал, не получив очков                                      |
| НКЛ | Финишировал, но не попал в финальную классификацию                 |
| 15 | Участвовал вне зачёта, либо по отдельной классификации             |
| 18 | Не финишировал, но попал в финальную классификацию                 |
| Сход | Не финишировал                                                     |
| НКВ | Не прошёл квалификацию                                             |
| НПКВ | Не прошёл предквалификацию                                         |
| ДСК | Дисквалифицирован                                                  |
| ИСК | Исключён из протокола соревнований                                 |
| ТТ | Заявлен для участия только в тренировках                           |
| НС | Участвовал в квалификации, но не стартовал в гонке                 |
| Т | Травмирован или болен                                              |
| ОТК | Отказ от участия                                                   |
| НТР | Прибыл на соревнования, но на трассу не выезжал                    |
| НПР | Был заявлен в числе участников, но не прибыл к началу соревнований |
| О | Соревнования отменены                                              |
| | Не участвовал                                                      |
| Поул-позиция |                                                                    |
| Быстрый круг |                                                                    |

| Сезон | Команда                               | Шасси                             | Двигатель                           | Ш | 1      | 2      | 3        | 4        | 5      | 6        | 7      | 8      | 9      | 10     | 11  | 12       | 13  | 14  | 15  | 16       | 17  | 18  | 19  | 20       | 21  | 22  | Место | Очки |
| ----- | ------------------------------------- | --------------------------------- | ----------------------------------- | - | ------ | ------ | -------- | -------- | ------ | -------- | ------ | ------ | ------ | ------ | --- | -------- | --- | --- | --- | -------- | --- | --- | --- | -------- | --- | --- | ----- | ---- |
| 2022  | Williams Racing                       | Williams FW44                     | Mercedes M13 E Performance 1,6 V6 t | P | БАХ    | САУ    | АВС      | ЭМИ      | МАЙ    | ИСП тест | МОН    | АЗЕ    | КАН    | ВЕЛ    | АВТ |          |     |     |     | ИТА 9    | СИН | ЯПО | США |          |     |     | 21    | 2    |
| 2022  | Mercedes AMG Petronas Motorsport      | Mercedes-AMG F1 W13 E Performance | Mercedes M13 E Performance 1,6 V6 t | P |        |        |          |          |        |          |        |        |        |        |     | ФРА тест | ВЕН | БЕЛ | НИД |          |     |     |     | МЕХ тест | САП | АБУ | 21    | 2    |
| 2022  | Aston Martin Aramco Cognizant F1 Team | Aston Martin AMR22                | Mercedes M13 E Performance 1,6 V6 t | P |        |        |          |          |        |          |        |        |        |        |     |          |     |     |     | ИТА тест |     |     |     |          |     |     | 21    | 2    |
| 2023  | Scuderia AlphaTauri                   | AlphaTauri AT04                   | Honda RBPT RBPTH001 1,6 V6 Т        | P | БАХ 14 | САУ 14 | АВС Сход | АЗЕ Сход | МАЙ 18 | МОН 12   | ИСП 14 | КАН 18 | АВТ 17 | ВЕЛ 17 | ВЕН | БЕЛ      | НИД | ИТА | СИН | ЯПО      | КАТ | США | МЕХ | САП      | ЛАС | АБУ | 22    | 0    |